# Яхта Жемчужина
Яхта Жемчужина — это крейсерский швертбот самостоятельной постройки. Строительство яхты шло долгих 8 лет по индивидуально разработанному проекту силами омских яхтсменов и под руководством капитана Вакарина Владимира Лаврентьевича. Место строительства яхт-клуб «Водник». Яхта является самой большой в регионе на сегодняшний день. Ее длина составляет 12 метров, ширина — 3,7 метра, общая парусная площадь более 150 кв. метров, вместимость экипажа 12 человек. Спуск на воду Иртыша парусной яхты «Жемчужина» состоялся 27.04.2013 года, при этом были соблюдены все традиции. Дочь капитана разбила бутылку шампанского об форштевень. А подарком новому кораблю от яхтсменов Омска стал судовой колокол. 

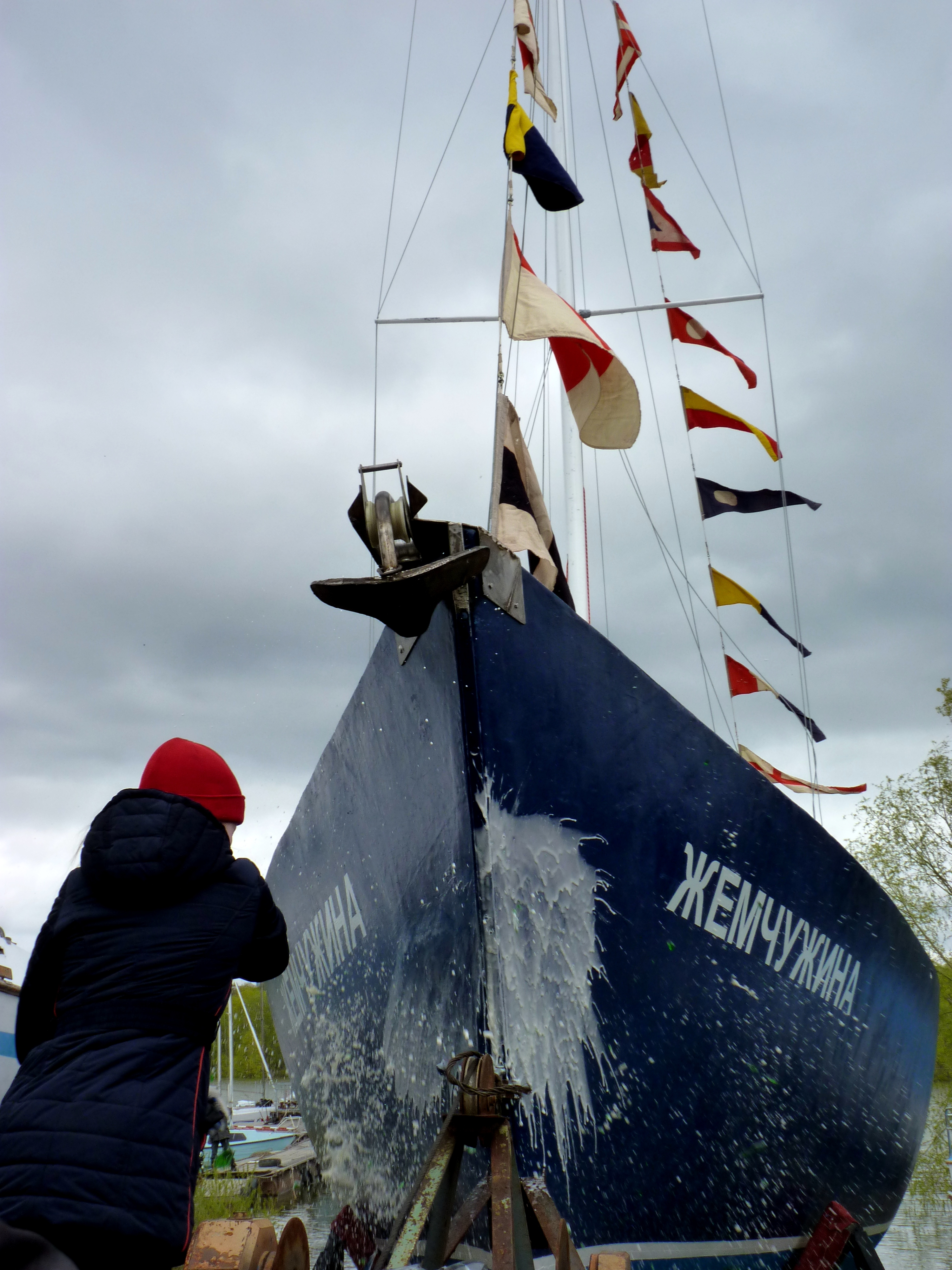

«Жемчужина» стала своеобразной компиляцией всех самых удачных конструкторских решений при создании других бортов. Капитан Жемчужины до этого участвовал в строительстве нескольких яхт, в том числе, и уже знаменитой «Сибири».
«Сделал одну яхту, она тебя какое-то время устраивает, ходишь на ней, участвуешь в соревнованиях, в походах, потом вырастаешь. И строишь более серьёзные корабли», — говорит капитан яхты «Жемчужина» Владимир Вакарин.

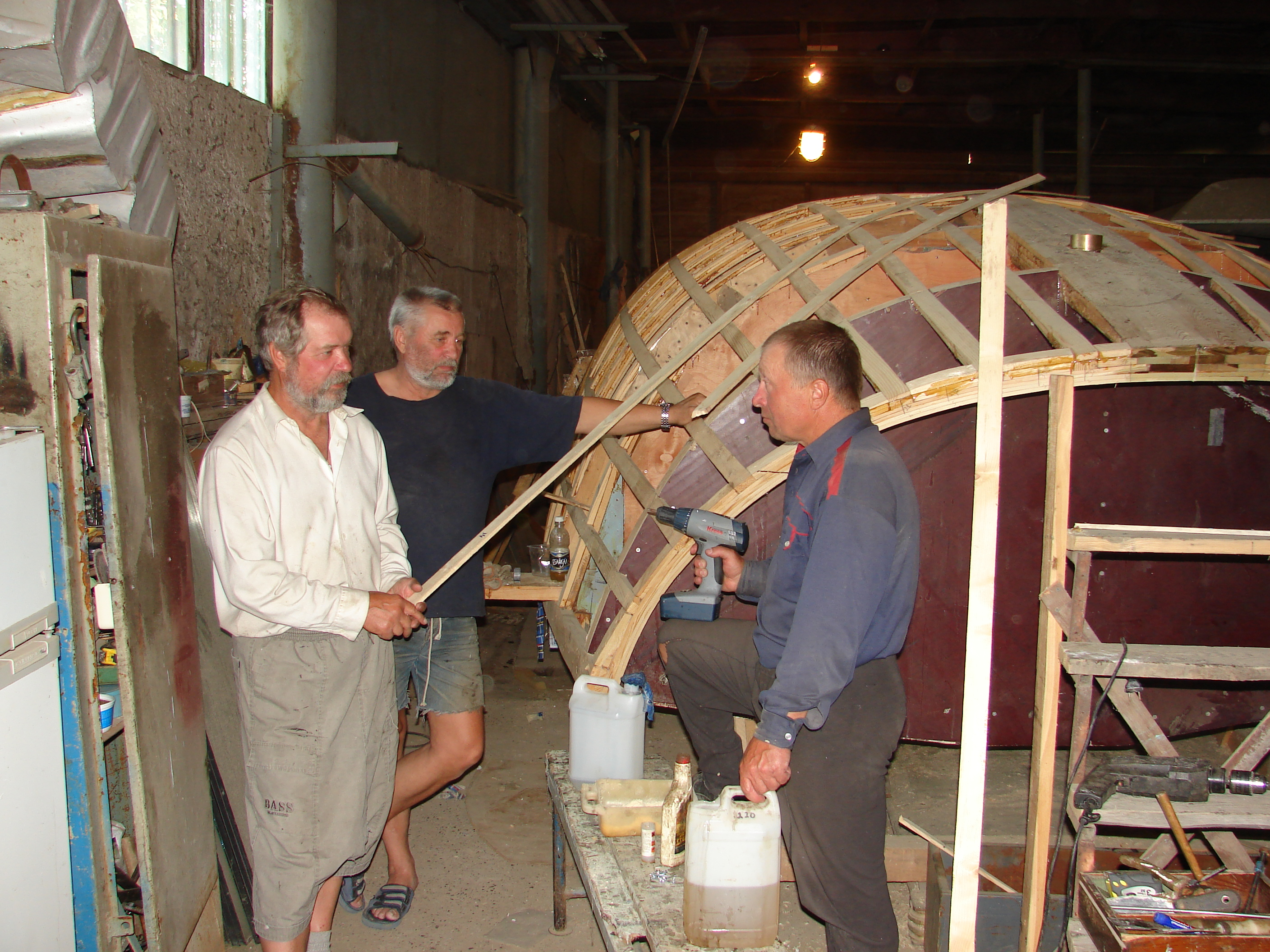

Яхта принимала участие в различных дальних спортивных плаваньях, парусных регатах, а также, парусная яхта является учебным судном для юных яхтсменов, занимающихся в омском яхт-клубе. Сам Владимир Вакарин там работает тренером. Воспитанники капитана уже не раз участвовали в региональных соревнованиях на «Жемчужине» и остались довольны.
В 2014 году Русском географическим обществом была поставлена задача организовать экспедицию на Диксон. В 2015 году яхта взяла курс на самый северный поселок городского типа.  Именно яхта «Жемчужина» с ее характеристиками и опытными членами экипажа подошла под реализацию этих целей. Все цели данной экспедиции были достигнуты.  После успешной научно-спортивной экспедиции, в 2018 году РГО вновь решило поставить задачу перед экипажем «Жемчужины», но уже более сложную – североморским путем дойти до Соловецких островов. С поставленными целями яхта справилась успешно.

## Экспедиции

### Диксон

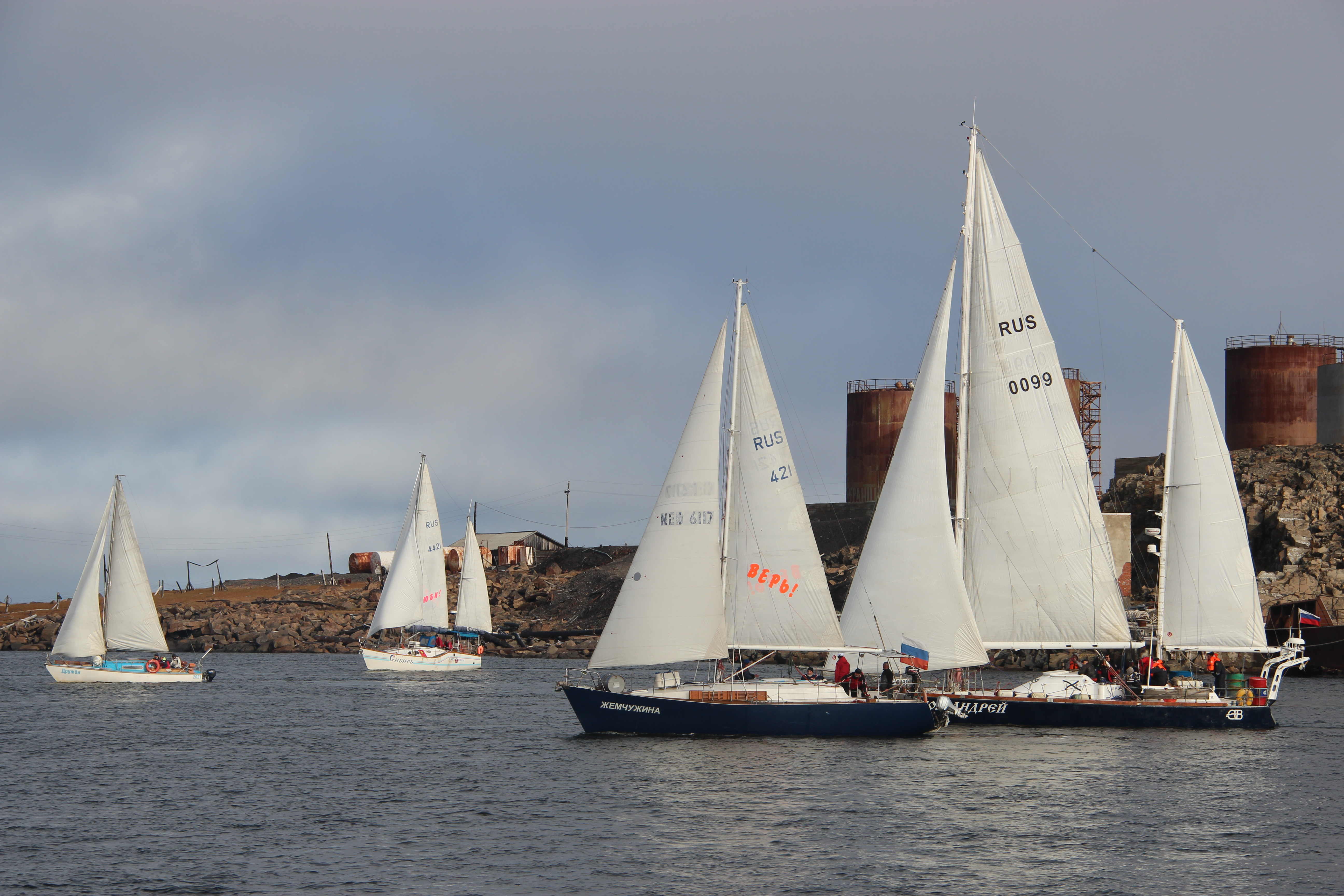

Стартовав из Омска 1 августа 2015 г., «Жемчужина» и ещё две яхты взяли курс на самый северный поселок городского типа России — Диксон. После торжественного выстрела из пушки на набережной возле Речного вокзала судна пошли по Иртышу. Научно-спортивная экспедиция приурочена к 100-летию со дня основания Диксона. Участникам предстояло преодолеть 8 тыс. км за два месяца. Путь проложен по Иртышу, Оби, Обской губе и Карскому морю к северной оконечности Енисейского залива — Диксону. Также, в Диксон прибудут парусные яхты из Москвы и Новосибирска. 
По пути следования проводились встречи с молодежью районов Омской области — Большереченском, Тарском, Знаменском, Тевризском, Усть-Ишимском, а также в Тобольске. 
Далее яхты остановились в Ханты-Мансийске, где путешественники приняли участие в «круглом столе». На встрече омичи рассказали, что вовремя похода по заказу «Русского географического общества» вели еще и научную деятельность — брали пробы воды. 
Следующей остановкой на пути следования стал Ямбург. Первым делом гости посетили мерзлотник — музей ледяных фигур и вечной мерзлоты, а в прошлом он был естественным большим холодильником. Далее участники экспедиции отправились в Ямбургский храм, чтобы исполнить специальную миссию — вернуть икону святого Николая Чудотворца.
Но не все гостеприимно встречали мореплавателей. Порт Сабетта отказался пустить путешественников. РГО заранее отправляло послания с просьбой о содействии участникам экспедиции. Однако их отказались швартовать, даже не разрешили пополнить запасы пресной воды и продовольствия. К тому же, яхте «Жемчужина» необходим ремонт, который был произведен позже в другом порту. 
Вокруг Диксон была организована самая северная регата, посвящённая 100-летию острова. Соревнования проходили в суровых условиях — сильных порывы холодного ветра. В регате приняли участие четыре яхты: три омские, включая «Жемчужину» и одна московская. Далее путешественников ждал долгий путь обратно в Омск. 

### Соловецкие острова
7 июля 2019 года от Тобольских ворот Омской крепости яхта «Жемчужина» начала своё путешествие. Запланировано сначала идти по рекам Иртыш, Обь, далее по морям Карскому и Белому, дойдя до Соловецких островов, вернуться тем же путем в Омск. После залпа из старинной пушки вверх устремились сигнальные ракеты, зазвучал Духовой оркестр Омского речного училища, и яхта двинулась в путь. 
Однако обратный путь был отложен на целый год, яхта «Жемчужина» осталась на зимовке в Архангельске из-за поломки руля. Глеб Плетнев помог организовать ремонт омской яхты и наполнить смыслом обратный путь экспедиции. На яхту была возложена военно-патриотическая миссия, посвящённая 75-летию Победы в Великой Отечественной войне. В точках гибели кораблей в Арктике на воду были возложены траурные венки. Помимо этого, данное плаванье должно было послужить популяризации новых направлений освоения Арктики и Заполярья, привлечь внимание к экологическим проблемам региона.
Яхта проходила Нарьян-Мар, пролив Югорский Шар, Харасавэй, остров Белый и Новый порт. На острове Белый была сделана остановка, для того, чтобы возложить венки к братской могиле военнослужащих арктического конвоя БД-5. Также, члены экипажей проводили встречи с местными жителями, которые посетили в ходе экспедиции.  
В Омске путешественников встречали десятки омичей, а в акватории Иртыша находились более 20 яхт и катеров. Сойдя на берег капитан яхты доложил, что поставленные задачи выполнены, и все члены экипажей здоровы. 